# Arkab Posterior
Arkab Posterior (β2 Sagittarii / β2 Sgr / HD 181623) es una estrella de magnitud aparente +4,28. Junto con Arkab Prior (β1 Sagittarii) comparte la denominación de Bayer «Beta» en la constelación de Sagitario, aunque son estrellas totalmente independientes. Arkab Posterior se encuentra a 139 años luz, unas tres veces más cerca que Arkab Prior.
El nombre Arkab proviene del árabe Al ʼUrḳūb, traducido como el «tendón de aquiles» del arquero.
Asimismo, el astrónomo persa Zakariya al-Qazwini conocía a esta estrella, junto a Rukbat (α Sagittarii) y Arkab Prior, como Al Ṣuradain, los dos Surad (pájaros del desierto).
Arkab Posterior está catalogada como una estrella gigante de tipo espectral F2III con una temperatura aproximada de 6900 K y una luminosidad 27 veces mayor que la del Sol, casi toda ella en forma de luz visible. Su masa y diámetro, respectivamente 2 y 1,4 veces mayores que los valores solares, indican que Arkab Posterior no es en realidad una gigante, sino una estrella de la secuencia principal en sus etapas finales de fusión de hidrógeno. Con una edad de 1200 millones de años, a lo sumo se trata de una subgigante.
En cuanto a su contenido metálico, presenta 2/3 partes de la metalicidad solar ([Fe/H] = -0,17).
Arkab Posterior tiene una velocidad de rotación de al menos 126 km/s, 63 veces mayor que la del Sol, completando un giro en menos de 1,4 días. Esta diferencia se debe a que mientras las estrellas frías como el Sol (tipo espectral posterior a F5) ven frenada su velocidad de rotación debido a sus campos magnéticos, en las estrellas más calientes esto no sucede, girando a una velocidad mucho mayor.